# Ryan Thomas (futbolista)
Ryan Thomas (Te Puke, 20 de diciembre de 1994) es un futbolista neozelandés que juega como mediocampista en el PEC Zwolle de la Eredivisie neerlandesa.

## Carrera
Comenzó a jugar al fútbol en el Melville United, y sus buenas actuaciones lo llevaron a ser contratado por el Waikato FC de la ASB Premiership en 2011. A principios de 2013 dejaría la franquicia para ingresar en la Ole Football Academy. A mitad de año, el PEC Zwolle neerlandés lo contrató. Esa misma temporada se volvería un titular habitual en la formación del club, con el que consiguió el primer título en su historia al ganar la final de la Copa de los Países Bajos 2013-14 por 5-1 ante el Ajax, en donde Thomas marcó dos goles. Posteriormente colaboraría a ganar la Supercopa 2014, en la que el Zwolle venció nuevamente al Ajax. En verano de 2018 el PSV hace oficial su fichaje.

### Clubes
| Club          | País          | Año       |
| ------------- | ------------- | --------- |
| Waikato F. C. | Nueva Zelanda | 2011-2012 |
| PEC Zwolle    | Países Bajos  | 2013-2018 |
| PSV Eindhoven | Países Bajos  | 2018-2022 |
| PEC Zwolle    | Países Bajos  | 2022-     |

### Selección nacional
Ganó con Nueva Zelanda el Campeonato Sub-20 de la OFC 2013, en donde convirtió un tanto ante Fiyi. Disputó también la Copa Mundial de Turquía 2013, en la que los Kiwis cayeron en sus tres presentaciones ante Uzbekistán, Uruguay y Croacia.
Con la selección absoluta jugó su primer partido el 5 de marzo de 2014 en una derrota por 4-2 ante Japón. Convirtió su primer gol internacional en una victoria por 2-0 sobre Fiyi el 28 de marzo de 2017 donde anotó ambos goles. Ese mismo año disputó los tres encuentros de su seleccionado en la Copa FIFA Confederaciones.

#### Partidos y goles internacionales
| Partidos y goles internacionales | Partidos y goles internacionales | Partidos y goles internacionales | Partidos y goles internacionales | Partidos y goles internacionales | Partidos y goles internacionales           | Partidos y goles internacionales |
| #                                | Fecha                            | Estadio                          | Rival                            | Resultado                        | Competición                                | Gol(es)                          |
| -------------------------------- | -------------------------------- | -------------------------------- | -------------------------------- | -------------------------------- | ------------------------------------------ | -------------------------------- |
| 2014                             |                                  |                                  |                                  |                                  |                                            |                                  |
| 1                                | 5 de marzo                       | Estadio Olímpico, Tokio          | Japón                            | 2 – 4                            | Amistoso                                   |                                  |
| 2                                | 30 de mayo                       | Mount Smart Stadium, Auckland    | Sudáfrica                        | 0 – 0                            | Amistoso                                   |                                  |
| 3                                | 14 de noviembre                  | National Stadium, Nanchang       | China                            | 1 – 1                            | Amistoso                                   |                                  |
| 4                                | 18 de noviembre                  | 80th Birthday Stadium, Korat     | Tailandia                        | 0 – 2                            | Amistoso                                   |                                  |
| 2015                             |                                  |                                  |                                  |                                  |                                            |                                  |
| 5                                | 12 de noviembre                  | Estadio Al-Seeb, Mascate         | Omán                             | 1 – 0                            | Amistoso                                   |                                  |
| 2016                             |                                  |                                  |                                  |                                  |                                            |                                  |
| 6                                | 12 de noviembre                  | Estadio North Harbour, Auckland  | Nueva Caledonia                  | 2 – 0                            | Clasificación para la Copa Mundial de 2018 |                                  |
| 7                                | 15 de noviembre                  | Stade Yoshida, Koné              | Nueva Caledonia                  | 0 – 0                            | Clasificación para la Copa Mundial de 2018 |                                  |
| 2017                             |                                  |                                  |                                  |                                  |                                            |                                  |
| 8                                | 25 de marzo                      | Churchill Park, Lautoka          | Fiyi                             | 2 – 0                            | Clasificación para la Copa Mundial de 2018 |                                  |
| 9                                | 28 de marzo                      | Westpac Stadium, Wellington      | Fiyi                             | 2 – 0                            | Clasificación para la Copa Mundial de 2018 | 2 (2)                            |
| 10                               | 2 de junio                       | Windsor Park, Belfast            | Irlanda del Norte                | 0 – 1                            | Amistoso                                   |                                  |
| 11                               | 12 de junio                      | Estadio Traktar, Minsk           | Bielorrusia                      | 0 – 1                            | Amistoso                                   |                                  |
| 12                               | 17 de junio                      | Zenit Arena, San Petersburgo     | Rusia                            | 0 – 2                            | Copa FIFA Confederaciones 2017             |                                  |
| 13                               | 21 de junio                      | Estadio Olímpico, Sochi          | México                           | 1 – 2                            | Copa FIFA Confederaciones 2017             |                                  |
| 14                               | 25 de junio                      | Zenit Arena, San Petersburgo     | Portugal                         | 0 – 4                            | Copa FIFA Confederaciones 2017             |                                  |
| 15                               | 1 de septiembre                  | Estadio North Harbour, Auckland  | Islas Salomón                    | 6 – 1                            | Clasificación para la Copa Mundial de 2018 | 1 (3)                            |
| 16                               | 6 de octubre                     | Estadio Toyota, Nagoya           | Japón                            | 1 – 2                            | Amistoso                                   |                                  |
| 17                               | 11 de noviembre                  | Westpac Stadium, Wellington      | Perú                             | 0 – 0                            | Clasificación para la Copa Mundial de 2018 |                                  |
| 18                               | 15 de noviembre                  | Estadio Nacional, Lima           | Perú                             | 0 – 2                            | Clasificación para la Copa Mundial de 2018 |                                  |

## Palmarés

### Títulos nacionales
| Título                        | Club          | País         | Año     |
| ----------------------------- | ------------- | ------------ | ------- |
| Copa de los Países Bajos      | PEC Zwolle    | Países Bajos | 2013-14 |
| Supercopa de los Países Bajos | PEC Zwolle    | Países Bajos | 2014    |
| Supercopa de los Países Bajos | PSV Eindhoven | Países Bajos | 2021    |
| Copa de los Países Bajos      | PSV Eindhoven | Países Bajos | 2021-22 |

### Títulos internacionales
| Título                | Club (*)             | País | Año  |
| --------------------- | -------------------- | ---- | ---- |
| Campeonato Sub-20 OFC | Nueva Zelanda sub-20 | Fiyi | 2013 |

(*) Incluyendo la selección.

### Distinciones individuales
| Distinción                    | Año  |
| ----------------------------- | ---- |
| Futbolista del año de Oceanía | 2015 |